# FIFA World Player
El FIFA World Player era un premi individual que la Federació Internacional de Futbol Associació (FIFA) va decidir instaurar l'any 1991 i amb el qual es reconeixia el millor jugador i la millor jugadora del món de cada any.
El premi es decidia mitjançant les votacions dels capitans i entrenadors de totes les seleccions nacionals de federacions afiliades a la FIFA dels cinc continents.
Cada capità i seleccionador votava a tres jugadors, atorgant-li tres punts al primer classificat, dos al segon i un punt al tercer, i l'única condició era que no podia votar a un jugador de la mateixa selecció nacional. A l'hora de votar es tenien en compte els mèrits contrets pels jugadors tant en la trajectòria portada a terme amb els seus clubs, com amb les seves seleccions nacionals.
Després del recompte de tots els vots, la FIFA convocava als tres primers classificats masculins i als tres femenins en una gala que tenia lloc en Zúric (Suïssa) a mitjans de desembre. En aquesta gala es desvetllava l'ordre final de les votacions, i es feia lliurament dels premis.
Malgrat que eren elegibles al premi jugadors de totes les lligues del món, en les 19 edicions celebrades des de 1991 fins a 2009, el podi sempre va estar ocupat per jugadors que militen a clubs europeus, especialment de les lligues espanyola i italiana.
Des de 2010, el FIFA World Player i el premi Pilota d'Or de la revista France Football es van unificar en un de sol: el premi FIFA Pilota d'Or.

## Historial

### Masculí
| Any | Guanyador                                | Segon classificat                         | Tercer classificat                                         |
| --- | ---------------------------------------- | ----------------------------------------- | ---------------------------------------------------------- |
| 1991 | Lothar Matthäus (Inter de Milà)          | Jean-Pierre Papin (Olympique de Marsella) | Gary Lineker (FC Barcelona)                                |
| 1992 | Marco Van Basten (AC Milà)               | Hristo Stoítxkov (FC Barcelona)           | Thomas Hässler (Borussia Dortmund)                         |
| 1993 | Roberto Baggio (Juventus FC)             | Romário (FC Barcelona)                    | Dennis Bergkamp (Ajax)                                     |
| 1994 | Romário (FC Barcelona)                   | Hristo Stoítxkov (FC Barcelona)           | Roberto Baggio (Juventus FC)                               |
| 1995 | George Weah (AC Milà)                    | Paolo Maldini (AC Milà)                   | Jürgen Klinsmann (Tottenham Hotspur FC)                    |
| 1996 | Ronaldo (FC Barcelona)                   | George Weah (AC Milà)                     | Alan Shearer (Newcastle United)                            |
| 1997 | Ronaldo (Inter de Milà)                  | Roberto Carlos (Reial Madrid)             | Zinédine Zidane (Juventus FC) Dennis Bergkamp (Arsenal FC) |
| 1998 | Zinédine Zidane (Juventus FC)            | Ronaldo (Inter de Milà)                   | Davor Suker (Reial Madrid)                                 |
| 1999 | Rivaldo (FC Barcelona)                   | David Beckham (Manchester United FC)      | Gabriel Batistuta (Fiorentina)                             |
| 2000 | Zinédine Zidane (Juventus FC)            | Luis Figo (Reial Madrid)                  | Rivaldo (FC Barcelona)                                     |
| 2001 | Luis Figo (Reial Madrid)                 | David Beckham (Manchester United FC)      | Raúl González (Reial Madrid)                               |
| 2002 | Ronaldo (Reial Madrid)                   | Oliver Kahn (Bayern München)              | Zinédine Zidane (Reial Madrid)                             |
| 2003 | Zinédine Zidane (Reial Madrid)           | Thierry Henry (Arsenal FC)                | Ronaldo (Reial Madrid)                                     |
| 2004 | Ronaldinho (FC Barcelona)                | Thierry Henry (Arsenal FC)                | Andrí Xevtxenko (AC Milà)                                  |
| 2005 | Ronaldinho (FC Barcelona)                | Frank Lampard (Chelsea FC)                | Samuel Eto'o (FC Barcelona)                                |
| 2006 | Fabio Cannavaro (Reial Madrid)           | Zinédine Zidane (Reial Madrid)            | Ronaldinho (FC Barcelona)                                  |
| 2007 | Kaká (AC Milà)                           | Lionel Messi (FC Barcelona)               | Cristiano Ronaldo (Manchester United FC)                   |
| 2008 | Cristiano Ronaldo (Manchester United FC) | Lionel Messi (FC Barcelona)               | Fernando Torres (Liverpool FC)                             |
| 2009 | Lionel Messi (FC Barcelona)              | Cristiano Ronaldo (Reial Madrid)          | Xavi Hernandez (FC Barcelona)                              |
| Des de 2010 fins 2015 s'entregava en lloc seu el premi FIFA Pilota d'Or, fusió de la Pilota d'Or i del FIFA World Player |                                          |                                           |                                                            |
| Des de 2016 s'entrega en el seu lloc el Premi The Best FIFA, successor històric del FIFA World Player                    |                                          |                                           |                                                            |

### Femení
| Any | Guanyador                       | Segon classificat                 | Tercer classificat               |
| --- | ------------------------------- | --------------------------------- | -------------------------------- |
| 2001 | Mia Hamm(Washington Freedom)    | Fatmire Bajramaj (New York Power) | Sun Wen (Atlanta Beat)           |
| 2002 | Mia Hamm (Washington Freedom)   | Birgit Prinz (1. FFC Frankfurt)   | Sun Wen (Atlanta Beat)           |
| 2003 | Birgit Prinz (1. FFC Frankfurt) | Mia Hamm (Washington Freedom)     | Hanna Ljungberg (Umeå IK)        |
| 2004 | Birgit Prinz (1. FFC Frankfurt) | Mia Hamm (Washington Freedom)     | Marta (Umeå IK)                  |
| 2005 | Birgit Prinz (1. FFC Frankfurt) | Marta (Umeå IK)                   | Shannon Boxx (1. FFC Frankfurt)  |
| 2006 | Marta (Umeå IK)                 | Kristine Lilly (KIF Örebro)       | Renate Lingor (1. FFC Frankfurt) |
| 2007 | Marta (Umeå IK)                 | Birgit Prinz (1. FFC Frankfurt)   | Cristiane (VfL Wolfsburg)        |
| 2008 | Marta (Umeå IK)                 | Birgit Prinz (1. FFC Frankfurt)   | Cristiane (Corinthians)          |
| 2009 | Marta (Santos FC)               | Birgit Prinz (1. FFC Frankfurt)   | Kelly Smith (Boston Breakers)    |
| Des de 2010 fins 2015 s'entregava en lloc seu el premi FIFA Pilota d'Or, fusió de la Pilota d'Or i del FIFA World Player |                                 |                                   |                                  |
| Des de 2016 s'entrega en el seu lloc el Premi The Best FIFA, successor històric del FIFA World Player                    |                                 |                                   |                                  |

## Palmarès per futbolistes masculins
| Jugador           | Cops primer | Cops segon | Cops tercer | Podis totals |
| ----------------- | ----------- | ---------- | ----------- | ------------ |
| Zinédine Zidane   | 3           | 1          | 2           | 6            |
| Ronaldo           | 3           | 1          | 1           | 5            |
| Ronaldinho        | 2           | 0          | 1           | 3            |
| Lionel Messi      | 1           | 2          | 0           | 3            |
| Cristiano Ronaldo | 1           | 1          | 1           | 3            |
| Luís Figo         | 1           | 1          | 0           | 2            |
| Romário           | 1           | 1          | 0           | 2            |
| George Weah       | 1           | 1          | 0           | 2            |
| Rivaldo           | 1           | 0          | 0           | 1            |
| Roberto Baggio    | 1           | 0          | 0           | 1            |
| Kaká              | 1           | 0          | 0           | 1            |
| Fabio Cannavaro   | 1           | 0          | 0           | 1            |
| Marco Van Basten  | 1           | 0          | 0           | 1            |
| Lothar Matthäus   | 1           | 0          | 0           | 1            |
| Hristo Stoítxkov  | 0           | 2          | 0           | 2            |
| David Beckham     | 0           | 2          | 0           | 2            |
| Thierry Henry     | 0           | 2          | 0           | 2            |
| Jean-Pierre Papin | 0           | 1          | 0           | 1            |
| Paolo Maldini     | 0           | 1          | 0           | 1            |
| Roberto Carlos    | 0           | 1          | 0           | 1            |
| Oliver Kahn       | 0           | 1          | 0           | 1            |
| Frank Lampard     | 0           | 1          | 0           | 1            |
| Dennis Bergkamp   | 0           | 0          | 2           | 2            |
| Xavi Hernández    | 0           | 0          | 1           | 1            |
| Gary Lineker      | 0           | 0          | 1           | 1            |
| Thomas Hässler    | 0           | 0          | 1           | 1            |
| Jürgen Klinsmann  | 0           | 0          | 1           | 1            |
| Alan Shearer      | 0           | 0          | 1           | 1            |
| Davor Šuker       | 0           | 0          | 1           | 1            |
| Gabriel Batistuta | 0           | 0          | 1           | 1            |
| Raúl González     | 0           | 0          | 1           | 1            |
| Andrí Xevtxenko   | 0           | 0          | 1           | 1            |
| Samuel Eto'o      | 0           | 0          | 1           | 1            |
| Fernando Torres   | 0           | 0          | 1           | 1            |

## Palmarès segons la nacionalitat dels futbolistes
| País          | Jugadors                                                    | Cops primer | Cops segon | Cops tercer | Podis totals |
| ------------- | ----------------------------------------------------------- | ----------- | ---------- | ----------- | ------------ |
| Brasil        | Ronaldo, Ronaldinho, Romário, Rivaldo, Roberto Carlos, Kaká | 8           | 3          | 3           | 14           |
| França        | Zidane, Henry, Papin                                        | 3           | 4          | 2           | 9            |
| Itàlia        | Roberto Baggio, Paolo Maldini, Fabio Cannavaro              | 2           | 1          | 1           | 4            |
| Portugal      | Luís Figo, Cristiano Ronaldo                                | 2           | 2          | 1           | 5            |
| Argentina     | Batistuta, Messi                                            | 1           | 2          | 1           | 4            |
| Alemanya      | Matthäus, Kahn, Klinsmann, Hässler                          | 1           | 1          | 2           | 4            |
| Libèria       | George Weah                                                 | 1           | 1          | 0           | 2            |
| Països Baixos | Van Basten, Bergkamp                                        | 1           | 0          | 2           | 3            |
| Anglaterra    | Beckham, Lampard, Shearer, Lineker                          | 0           | 3          | 2           | 5            |
| Bulgària      | Stoítxkov                                                   | 0           | 2          | 0           | 2            |
| Espanya       | Raúl, Fernando Torres                                       | 0           | 0          | 2           | 2            |
| Croàcia       | Šuker                                                       | 0           | 0          | 1           | 1            |
| Ucraïna       | Xevtxenko                                                   | 0           | 0          | 1           | 1            |
| Camerun       | Eto'o                                                       | 0           | 0          | 1           | 1            |
| Catalunya     | Xavi Hernández                                              | 0           | 0          | 1           | 1            |

## Palmarès segons el club dels futbolistes
Només es comptabilitzen a cada club els premis rebuts per futbolistes que pertanyen al club en qüestió la temporada del lliurament del premi, no als quals van pertànyer abans o després de la temporada en què foren premiats.
| Club                 | Jugadors                                                                              | Cops primer | Cops segon | Cops tercer | Podis totals |
| -------------------- | ------------------------------------------------------------------------------------- | ----------- | ---------- | ----------- | ------------ |
| FC Barcelona         | Stoítxkov, Romário, Ronaldo, Rivaldo, Ronaldinho, Eto'o, Lionel Messi, Xavi Hernández | 6           | 5          | 4           | 15           |
| Reial Madrid         | Roberto Carlos, Šuker, Figo, Ronaldo, Raúl, Zidane, Cannavaro, Cristiano Ronaldo      | 4           | 3          | 4           | 11           |
| Juventus FC          | Baggio, Zidane                                                                        | 3           | 0          | 2           | 5            |
| AC Milan             | Van Basten, Weah, Maldini, Xevtxenko, Kaká                                            | 3           | 2          | 1           | 6            |
| Inter de Milà        | Matthäus, Ronaldo                                                                     | 2           | 1          | 0           | 3            |
| Manchester United FC | Beckham, Cristiano Ronaldo                                                            | 1           | 2          | 1           | 4            |
| Arsenal FC           | Bergkamp, Henry                                                                       | 0           | 2          | 1           | 3            |
| Olympique Marsella   | Papin                                                                                 | 0           | 1          | 0           | 1            |
| Bayern de Múnic      | Kahn                                                                                  | 0           | 1          | 0           | 1            |
| Chelsea FC           | Lampard, Drogba                                                                       | 0           | 1          | 1           | 2            |
| Tottenham Hotspur    | Gary Lineker, Klinsmann                                                               | 0           | 0          | 2           | 2            |
| Ajax                 | Bergkamp                                                                              | 0           | 0          | 1           | 1            |
| Borussia Dortmund    | Hässler                                                                               | 0           | 0          | 1           | 1            |
| Newcastle United     | Shearer                                                                               | 0           | 0          | 1           | 1            |
| AS Roma              | Batistuta                                                                             | 0           | 0          | 1           | 1            |
| Liverpool FC         | Torres                                                                                | 0           | 0          | 1           | 1            |

## Palmarès segons la lliga nacional en què competien els futbolistes
Es comptabilitzen els premis rebuts per futbolistes que competien en una lliga nacional la temporada del lliurament del premi, no a les que van competir en aquella lliga en temporades anteriors o posterior a la del lliurament del premi.
| Lliga             | Jugadors | Cops primer | Cops segon | Cops tercer | Podis totals |
| ----------------- | --- | ----------- | ---------- | ----------- | ------------ |
| Lliga espanyola   | Ronaldo, Ronaldinho, Romário, Rivaldo, Eto'o, Stoítxkov, Lineker, Zidane, Figo, Roberto Carlos, Raúl, Fabio Cannavaro, Lionel Messi, Xavi, Cristiano Ronaldo | 10          | 9          | 8           | 27           |
| Lliga italiana    | Zidane, Roberto Baggio, Van Basten, Weah, Maldini, Xevtxenko, Ronaldo, Matthäeus, Batistuta, Kaká                                                            | 8           | 3          | 4           | 15           |
| Lliga anglesa     | Henry, Bergkamp, David Beckham, Lampard, Shearer, Klinsmann, Cristiano Ronaldo                                                                               | 1           | 5          | 6           | 12           |
| Lliga alemanya    | Kahn, Hassler | 0           | 1          | 1           | 2            |
| Lliga francesa    | Papin | 0           | 1          | 0           | 1            |
| Lliga neerlandesa | Bergkamp | 0           | 0          | 1           | 1            |